# Jüdischer Friedhof (Mutěnín)

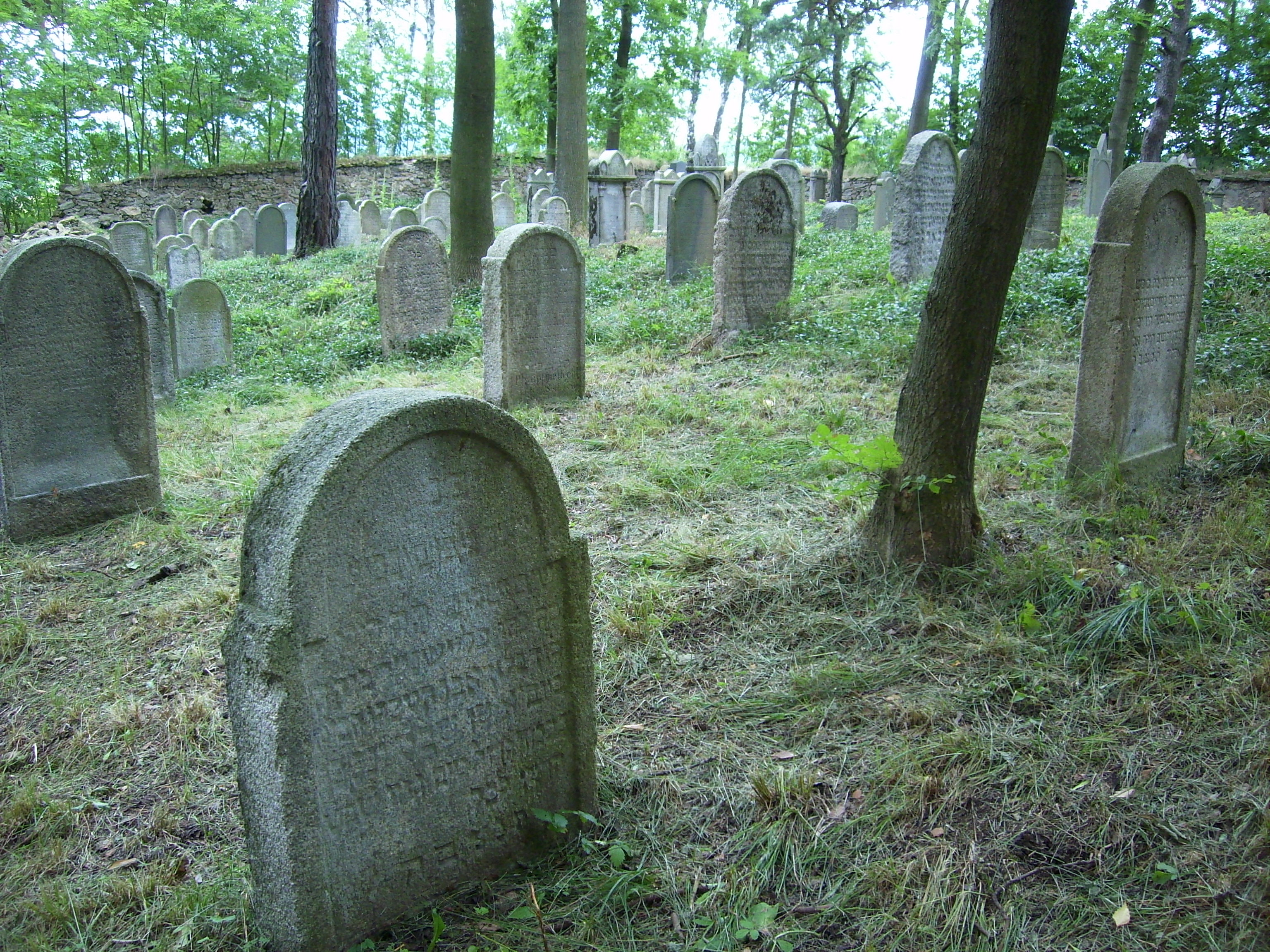
Jüdischer Friedhof in Mutěnín

Der Jüdische Friedhof Mutěnín ist ein jüdischer Friedhof in Mutěnín (deutsch Muttersdorf), einer Gemeinde in der Region Plzeňský kraj im Südwesten Böhmens.
Der südöstlich von Mutěnín gelegene Friedhof wurde im Jahr 1642 von der Jüdischen Gemeinde Mutěnín neu angelegt. Im Zweiten Weltkrieg wurde er von den Nationalsozialisten verwüstet. Die alte Synagoge wurde 1860 abgerissen, eine 1923 neu erbaute Synagoge dann ebenfalls durch die Nazis devastiert.
Auf dem 1151 m² großen Friedhof sind 162 Grabsteine oder deren Fragmente erhalten. Die ältesten Grabsteine stammen aus der ersten Hälfte des 18. Jahrhunderts.